# (297300) 1998 SC15
(297300) 1998 SC15 est un astéroïde Apollon classé comme potentiellement dangereux. Il a été découvert par le programme LINEAR le 23 septembre 1998.